# 田名部匡省
田名部 匡省（たなぶ まさみ、1934年〈昭和9年〉12月7日 - 2025年〈令和7年〉3月26日）は、日本の政治家、アイスホッケー選手。位階は正三位、勲等は旭日大綬章。
1960年スコーバレーオリンピック、1964年インスブルックオリンピック日本代表。参議院議員（2期）、衆議院議員（6期）、農林水産大臣（第17代）などを歴任した。次女は立憲民主党参議院議員の田名部匡代。

## 来歴
青森県八戸市出身。八戸市立第一中学校、青森県立八戸高等学校を経て、大学進学を期に上京。1957年（昭和32年）に立教大学経済学部経営学科を卒業した。

### アイスホッケー代表選手・監督時代
アイスホッケー日本代表選手として2度の冬季オリンピックに出場し、1972年札幌オリンピックなどでは、アイスホッケー男子日本代表監督を務めた。

### 政界入り・県議会議員時代
1967年（昭和42年）、青森県議会議員に当選して政界入りする。1976年（昭和51年）の第34回衆議院議員総選挙に無所属で出馬したが落選。

### 自民党入り・衆議院議員時代
1979年（昭和54年）の第35回衆議院議員総選挙に自由民主党から立候補して初当選した。清和政策研究会（福田派）に所属し、自民党で1993年（平成5年）の第40回衆議院議員総選挙まで6度の当選を重ねた。1991年（平成3年）には宮澤内閣の農林水産大臣に就任する。

### 自民党離党から民主党まで
三六戦争で加藤グループに所属していたため加藤六月らと共に1993年第40回衆議院選挙当選直後に自民党を離党し、翌年新生党に入党。羽田内閣の与党議員となるも、同内閣は短期間で総辞職し（後継は村山内閣で、田名部は野党議員となった）、新生党から発展的に結成された新進党に参加する。初の小選挙区比例代表並立制での選挙となった1996年（平成8年）の第41回衆議院議員総選挙では新進党から青森3区に立候補するが落選した。
1997年（平成9年）末の新進党解党により、青森県内の新進系組織として政治団体青森県民協会を立ち上げる。1998年（平成10年）の第18回参議院議員通常選挙に青森県選挙区から無所属で立候補して当選し、2年ぶりに国政に復帰した。1999年（平成11年）に無所属の会を結党、2001年（平成13年）には無所属の会代表となる。しかし2003年（平成15年）に離党して民主党に入党した。参議院で初の改選となった2004年（平成16年）の第20回参議院議員通常選挙では民主党からの立候補となり、議席を守る。
2009年（平成21年）に鳩山由紀夫内閣が発足したことで、15年ぶりに与党議員となった。
2010年（平成22年）の第22回参議院議員通常選挙に立候補せず、政界引退を表明した。民主党からは元アナウンサーの波多野里奈が田名部の後継で立候補したが、自民党公認の山崎力に敗れ、民主党は青森県選挙区の改選議席を失った。同年11月3日、旭日大綬章を受章した。
現職議員だった頃、青森県旧3区（主に八戸市）では、大島理森との通称「八戸戦争」により、衆議院選挙6回で市を二分したとされる。その後、地盤を引き継いだ娘が田名部匡代である。
政界の外では、株式会社田名部組の代表取締役という実業家の一面もあった。
2025年（令和7年）3月26日3時47分、肺炎が要因の敗血症性ショックのため、青森県八戸市の八戸市立市民病院で死去した。90歳没。死没日付をもって正三位に叙された。自身が亡くなって5日後の3月31日には妻の英子も後を追うように死去している。

## 国政での政歴
- 1979年（昭和54年） 第35回衆議院議員総選挙：当選（自民党）
- 1980年（昭和55年） 第36回衆議院議員総選挙：当選（自民党・2期目）
- 1983年（昭和58年） 第37回衆議院議員総選挙：当選（自民党・3期目）
- 1985年（昭和60年） 中曽根内閣で郵政政務次官に就任
- 1986年（昭和61年） 第38回衆議院議員総選挙：（自民党・4期目）
- 1989年（平成元年） 衆議院逓信委員長に就任
- 1990年（平成2年） 第39回衆議院議員総選挙：当選（自民党・5期目）、衆議院運輸委員長に就任
- 1991年（平成3年） 宮澤内閣で農林水産大臣に就任、この頃に亀岡偉民を秘書に採用。
- 1992年（平成4年） 宮澤改造内閣で農林水産大臣に留任
- 1993年（平成5年） 第40回衆議院議員総選挙：（自民党・6期目）、当選後に宮澤内閣の農水相を辞任・自民党を離党
- 1996年（平成8年） 第41回衆議院議員総選挙：落選（青森3区、新進党）
- 1998年（平成10年） 第18回参議院議員通常選挙：当選（青森県選挙区、無所属）
- 1999年（平成11年） 無所属の会を結党
- 2001年（平成13年） 無所属の会代表に就任
- 2003年（平成15年） 無所属の会を離党、民主党に入党
- 2004年（平成16年） 第20回参議院議員通常選挙：当選（民主党・2期目）
- 2010年（平成22年） 第22回参議院議員通常選挙に出馬せず、政界引退を表明。

## 人物
北京オリンピックを支援する議員の会の副会長を務めたほか、民主党内の保守系が名を連ねる永住外国人の地方参政権を慎重に考える勉強会に参加していた。

## 著書
- 『アイスホッケー入門 : 氷上の男たちの闘い』,講談社,1973
- 『新農政に駆ける』,東匡会,1994.3